# Червеньск
Червеньск (пол. Czerwieńsk, нем. Rothenburg an der Oder)  —  город  в Польше, входит в Любушское воеводство,  Зелёногурский повят.  Имеет статус городско-сельской гмины. Занимает площадь 9,36 км². Население — 4 108 человек (на 2017 год).

## Персоналии
- Георг фон Дигеррн  (1848-1878) - немецкий поэт-лирик и новеллист.